# Karl Egli

Oberst Karl Egli

Karl Egli (* 23. Juli 1865 in Tettnang, Deutschland; † 11. Juni 1925 in Zürich; heimatberechtigt in Gossau) war ein Schweizer Generalstabsoffizier.
Egli absolvierte eine Lehre als Buchhändler und war später von 1892 bis 1902 als Instruktionsoffizier bei der Schweizer Armee tätig. Bereits früh machte er sich einen Namen als Militärpublizist. Er war von 1903 bis 1905 militärischer Lehrer an der Zentralschule in Thun. Ab 1905 leitete er die Geografische Sektion des Generalstabs. 1916 wurde er vom Bundesrat in der Folge der Obersten-Affäre von seiner Funktion enthoben. Er war von 1916 bis 1918 Dozent für Militärwissenschaften an der Universität Basel. Ab 1918 war er als Buchhändler und Verleger in Zürich tätig.

## Werke
- Zwei Jahre Weltkrieg (mit 22 Kartenskizzen), Zürich 1917
- Das dritte Jahr weltkrieg- ein Überblick über die kriegerischen Ereignisse vom August 1916 bis August 1917, Zürich 1918
- Der Aufmarsch und die Bewegungen der Heere Frankreichs, Belgiens und Englands auf dem westlichen Kriegsschauplatz bis zum 23. August 1914. Mittler & Sohn, Berlin (1918)